# Alberth Dias
Alberth Fontes Pereira Dias é um atleta de artes marciais mistas (MMA), mais conhecido como Alberth Dias, nasceu em Aracaju, Sergipe, Brasil, em 20 de janeiro de 1992.
Desde 2015, Alberth Dias é residente em Madrid, Espanha. Em 2020, é contratado pelo Bellator MMA[carece de fontes?], considerado o segundo maior evento do gênero nos Estados Unidos, para disputar pelo menos três lutas. O brasileiro vence, no dia 22 de fevereiro de 2020, seu primeiro combate na edição 240 em Dublin, Irlanda, em luta equilibrada nos dois primeiros rounds contra o experiente Rich Smullen, dono da casa. No final do terceiro round, o aracajuano, integrante da Killer Bees Muay Thai College (KBMC), não deixa dúvidas sobre sua competência: “amassa” o adversário; companheiro de Conor McGregor na equipe SBG Ireland.
Além de ter o cartel dele no Sherdog[carece de fontes?], considerado maior portal de MMA do mundo, o aracajuano chega ao Bellator por ter se destacado profissionalmente, nos últimos cinco anos, em eventos como AFL, Strikers League,trampolim para organizações de ponta.
Em 3 de outubro de 2020, Dias vai fazer sua segunda luta no Bellator MMA em Dublin, onde dará a revanche para Smullen.

## Biografia
O jornal espanhol El Confidencial fez uma reportagem aprofundada sobre a trajetória do lutador Alberth Dias. Assinada pelo experiente jornalista espanhol Dieogo Ortz, especialista em MMA, a matéria mostra a ascensão do atleta desde os 15 anos na sua cidade natal.
Alberth Dias nasceu em Aracaju, Sergipe, mas logo nos primeiros dias de vida foi levado pelos seus pais para morar em Petrolina, Pernambuco, onde permaneceu até os 7 anos. Seu primeiro contato com as artes marciais surge com alguns parentes, parte dessa relação acontece ainda na cidade pernambucana, onde o garoto assistia a rodas de capoeira nas ruas da Cohab 6. O tio Euclides, faixa-preta de kung-fu, está entre seus influenciadores na escolha profissional.
No entanto, sua relação mais estreita no cenário das lutas ocorre quando, aos 15 anos, é convidado pelo amigo de infância Aldo Dantas para a primeira aula experimental de muay thai na academia Natural Kombat, onde aplica os primeiros golpes. Com apenas um mês de treino, a academia ficou sem professor, deixando Alberth e os companheiros desolados.
Pouco tempo depois, Dias começa a treinar no Clube da Luta. Nessa “nova morada esportiva”. O professor Léo Campos, mentor na primeira etapa da jornada do atleta, entrega o grau preto de boxe tailandês a Alberth Dias em 9 de janeiro de 2014, aos 22 anos.
Ao longo de dez anos, o atleta ganhou diversos torneios importantes da arte tailandesa, em Sergipe, onde defendeu a escuderia da academia da equipe Tribo Muay Thai. Entre eles, ter vencido, em 2011, as quatro etapas do esporte, na categoria 67 kg, e ser reconhecido como o melhor atleta daquele ano no estado sergipano.

## Artes Marciais Mistas (MMA)
Em 2012, Dias experimenta o gostinho de participar do seu primeiro evento de MMA, no Sergipe Sport Fight MMA, mas uma contusão o impediu de competir de outros eventos importantes naquele ano. No ano seguinte, se recupera e continua a focar nas artes marciais mistas. Desde então, começa a conquistar algumas competições de peso no estado natal. No ano seguinte, atua em Santos, São Paulo, como training camp do lutador Charles Oliveira que se preparava para lutar contra Zumbi Coreano no UFC Fight Night.
A experiência serviu como mola propulsora para o atleta abrir novas fronteiras: aceitar o convite de um amigo, seu conterrâneo radicado em Portugal, para lutar no International Pro Combat, o IPC, em Lisboa no ano de 2014. Após duas tentativas frustradas para participar desse evento, devido à contusão dos adversários, Dias tem uma terceira oportunidade na 8ª edição do IPC, quando é derrotado pelo adversário. Pesaram na preparação do atleta o trabalho duro de lavador de carros, cozinheiro e a atuação como segurança nas boates lisboetas.
Em 2015, Dias recebe o convite do proprietário da Academia Madrid Fight Center (MFC), Alexandre Ari, para dar aula de muay thai na capital espanhola.  Desde 2016, Alberth Dias faz parte da unidade espanhola da Killer Bees Muay Thai College (KBMTC), fundada por Rodrigo Vidal e o Anderson Silva, o Spider. Além de focar no MMA, o atleta continua como professor de boxe tailandês. Há três anos, o brasileiro divide sua experiência de 14 anos com os alunos de muay thai na Tatamisfera em Madrid.

### Bellator MMA
Alberth Dias enfrentou, no dia 22 de fevereiro de 2020, no Bellator MMA, em Dublin, na Irlanda, o irlandês Rich Smullen.  Companheiro da fera Conor McGregor na equipe SBG Ireland, o oponente do brasileiro entra no octógono com a autoestima elevada por já ter quatro lutas nesse evento. No primeiro round, o lutador de Aracaju procurou estudar mais o jogo do adversário. Ao perceber que o dono da casa insistia em encurralá-lo nas grades para levar a luta ao chão, o casca-grossa sergipano revida com força. Fim do primeiro assalto: luta equilibrada e empatada.
No segundo round, o oponente consegue aplicar algumas quedas significativa em Dias e ganhar esta segunda etapa. Apesar disso, o brasileiro faz valer sua bagagem do jiu-jitsu para se defender com êxito no solo e levar sempre o combate de volta para trocar em pé com Smullen.
Veio o terceiro round e o combate ficou mais duro para os dois lutadores, que oscilaram na luta de chão e o combate em pé a maior parte do tempo. No minuto final, o aracajuano explode para cima do irlandês, que, derrubado e pressionado no solo junto às grades, sofre uma série de golpes contundentes. Essa performance fez toda a diferença para Alberth Dias, que saiu do ginásio com a vitória em decisão dividida dos árbitros. Ao sair vencedor do Bellator 240, o lutador sergipano somou sete lutas no cartel, com cinco vitórias e duas derrotas.

### AFL (Ansgar Fighting League)
Alberth Dias enfrentou, no dia 30 de março de 2019, o espanhol José Sánchez no AFL 19, principal evento de MMA da Espanha. No Centro Esportivo da Ilha Las Palamas de Gran Canaria, o brasileiro, na época com quatro lutas no currículo, encarou um embate duríssimo contra o adversário que já tinha seis combates no cartel. Consciente da estratégia repetitiva de Sánchez, que tenta levar o oponente para o solo e arrastar o resultado por pontos,  Dias com seu strike afiado soube manter a distância e evitar o jogo do opositor, que levou uma pequena vantagem no primeiro assalto.
No segundo round, o brasileiro manteve um ritmo forte em vários momentos e sufocou o adversário. Numa falha do espanhol, o sergipano soltou um potente chute lateral certeiro fraturando o nariz do rival. Mas Sánchez usou a adrenalina do golpe a seu favor para explodir e revidar imediamente. Na decisão final, os juízes  deram a vitória para José Sánchez.

### Strikers League
Dias faz, em 11 de novembro de 2017, uma das melhores lutas na sua trajetória do MMA no Strikers League, um dos principais eventos de artes marciais mistas na Espanha. Na performance contra o chinês Zexian Jiang, é possível observar o estilo super técnico e equilibrado do lutador brasileiro.
O combate realizado no Pavilhão Polidesportivo Fernando Martin de Madrid, foi eletrizante do início ao fim.  Nos 15 minutos da disputa, Dias explorou seu muay thai de forma completa, trabalhando bem os oito membros e consciente da execução de cada movimento. O chinês, no entanto, defende e ataca também com categoria expressiva, mas recebe e absorve mais golpes. Zexian executa várias quedas em Dias, que, mesmo por baixo, nas vezes que se encontra no ground and pound, provou ter um wrestling de alto nível, boa parte dessa modalidade fruto do jiu-jitsu que carrega na mochila.
Mesmo empurrado por sua torcida, Dias não deixou que o emocional tomasse conta: continuou atacando, com equilíbrio, o oriental nos dois minutos finais da luta, mas sem deixar qualquer dúvida de quem sairia com a vitória. Resultado: vitória do brasileiro.

### Carreira no Muay Thai
Alberth Dias começou a treinar muay thai aos 15 anos na Natural Kombat em Aracaju, Sergipe, Brasil. Depois de um mês, deu continuidade ao esporte no Clube da Luta na mesma cidade, onde praticou a arte marcial tailandesa durante dez anos e conquistou o grau preto. Durante uma década, fez história no estado sergipano, se destacando em vários eventos importantes. O ano de 2011 foi quando o atleta alcançou os melhores resultados ao ter vencido as quatro etapas do estadual no esporte, na categoria 67 kg, e ser reconhecido como o melhor atleta na modalidade.

### Experiência no Jiu-Jitsu
No mesmo Clube da Luta em Aracaju, paralelo ao muay thai, Alberth Dias começa em 2007 a praticar jiu-jitsu sem quimono, pois a grana curta não o permitia treinar com a armadura da arte suave. Ao saber do aperto para comprar a vestimenta, o primo Plínio o presenteia justamente com o primeiro “pano”. Ao longo de uma década, dias tem deixado sua marca em algumas competições de jiu-jitsu mundo afora, como campeão, na faixa-azul no Zurich International Open 2018 e vencedor faixa-roxa no Grappling Industries Berlin. Atualmente, o lutador usufrui da arte-suave constantemente par se tornar um atleta mais completo no MMA. Dias treina jiu-jitsu com o professor Valdir “Kabeça” Linhares, na Adamas, em Madrid.